# クリアフィールド郡 (ペンシルベニア州)
クリアフィールド郡（英: Clearfield County）は、アメリカ合衆国ペンシルベニア州の中央部西に位置する郡である。2010年国勢調査での人口は81,642人であり、2000年の83,382人から2.1%減少した。郡庁所在地はクリアフィールド・ボロ（人口6,215人）であり、同郡で人口最大の都市はドゥボイズ市（人口7,794人）である。
クリアフィールド郡はその全体でデュボイス小都市圏を構成している。

## 歴史
クリアフィールド郡は1804年3月26日に、当時第二代ペンシルベニア州知事を務めていたトマス・マッキーンが提案した州議会法によって設立された。郡域はハンティンドン郡とライカミング郡の一部を合わせた。郡名は、クリアフィールド・クリークとサスケハナ川西支流を囲むバレーに多かった開かれた野原から付けられた可能性が強い。そこにはアメリカバイソンが群れ、以前はインディアンによるトウモロコシ畑があった。

### 郡政府の場所
郡の初代郡政委員は、ローランド・カーティン、ジェイムズ・フレミング、ジェイムズ・スミスであり、全て1805年にマッキーン知事が指名していた。郡政委員会が最初に取った行動は、地方政府すなわち新郡の郡庁所在地を決めることだった。彼等は、当時チンクルクラムーシュと呼ばれた村のエイブラハム・ウィットマーが所有する土地に決めた。この村名はセネカ族の酋長コーンプランターに因んで名付けられていた。村の名前はクリアフィールドに変更された。
1800年代半ばから1900年代初期に、郡の主要産業は製材業と石炭鉱業の2つだった。材木は1917年までサスケハナ川西支流に浮かべて運ばれていた。今日でも石炭鉱業は郡の主要産業であり続けている。

### クリアフィールド郡祭
クリアフィールド郡祭は州内でも著名な郡祭である。1861年から始められ、2013年7月29日には152回目を迎える。

## 政治
2008年11月時点でクリアフィールド郡には51,471人の登録有権者がいた。
- 民主党: 23,462 (45.58%)
- 共和党: 23,055 (44.79%)
- その他の政党: 4,954 (9.62%)

有権者登録数では民主党と共和党が拮抗しているが、州レベルの選挙では共和党優勢の傾向がある。2006年、民主党のボブ・ケイシー・ジュニアが郡総投票数の55％を獲得し、共和党アメリカ合衆国上院議員リック・サントラムの空席を埋めた。民主党のエド・レンデルは州知事選挙で50.2%を得て共和党のリン・スワンを破った。2008年、州レベルの役人当選者3人は全てクリアフィールド郡を制した。
クリアフィールド郡はアメリカ合衆国下院議員ペンシルベニア州第5選挙区に属し、2013年時点では共和党議員を選出している。ペンシルベニア州議会上院では第25、第35および第41選挙区に属しており、下院では第74および第75選挙区に属している。2013年時点で上院は共和党2人、民主党1人、下院は共和党2人となっている。

## 地理
アメリカ合衆国国勢調査局に拠れば、郡域全面積は1,154平方マイル (2,988 km2)であり、このうち陸地1,147平方マイル (2,972 km2)、水域は7平方マイル (17 km2)で水域率は0.56%である。サスケハナ川西支流が郡内を流れ、途中で郡庁所在地を二分している。
初期開拓者にとっては郡の山がちな地形が交通を困難にしていた。様々なインディアン道やトレイルが地域を通っており、間歇的に開拓者、侵略軍が利用し、また地下鉄道 (秘密結社)を辿って北に逃亡する奴隷が利用した。ブルーム・タウンシップにはビルガーズ・ロックスと呼ばれる特徴ある地形があり、アパラチア山脈造成期に造られた砂岩岩盤が露出した例である。

### 主要高規格道路

#### 州間高速道路
- 州間高速道路80号線

#### アメリカ国道
- アメリカ国道119号線
- アメリカ国道219号線
- アメリカ国道322号線

#### ペンシルベニア州道
- ペンシルベニア州道36号線
- ペンシルベニア州道53号線
- ペンシルベニア州道153号線
- ペンシルベニア州道253号線
- ペンシルベニア州道255号線
- ペンシルベニア州道286号線
- ペンシルベニア州道410号線
- ペンシルベニア州道453号線
- ペンシルベニア州道729号線
- ペンシルベニア州道830号線
- ペンシルベニア州道865号線
- ペンシルベニア州道879号線
- ペンシルベニア州道969号線
- ペンシルベニア州道970号線

### 隣接する郡
- エルク郡 - 北
- カメロン郡 - 北
- クリントン郡 - 北東
- センター郡 - 東
- ブレア郡 - 南東
- カンブリア郡 - 南
- インディアナ郡 - 南西
- ジェファーソン郡 - 西

## 人口動態
以下は2000年国勢調査による人口統計データである。
| 基礎データ - 人口: 83,382人 - 世帯数: 32,785 世帯 - 家族数: 22,916 家族 - 人口密度: 28人/km2（73人/mi2） - 住居数: 37,855軒 - 住居密度: 13軒/km2（33軒/mi2） 人種別人口構成 - 白人: 97.40% - アフリカン・アメリカン: 1.49% - ネイティブ・アメリカン: 0.12% - アジア人: 0.26% - 太平洋諸島系: 0.01% - その他の人種: 0.26% - 混血: 0.46% - ヒスパニック・ラテン系: 0.56% 先祖による構成 - ドイツ系：22.9% - アメリカ人：13.6% - イギリス系：10.2% - アイルランド系：9.9% - イタリア系：9.1% - ポーランド系：6.0% | 年齢別人口構成 - 18歳未満: 22.7% - 18-24歳: 7.7% - 25-44歳: 28.8% - 45-64歳: 23.9% - 65歳以上: 16.9% - 年齢の中央値: 39歳 - 性比（女性100人あたり男性の人口） - 総人口: 99.5 - 18歳以上: 97.5 世帯と家族（対世帯数） - 18歳未満の子供がいる: 29.7% - 結婚・同居している夫婦: 56.6% - 未婚・離婚・死別女性が世帯主: 9.3% - 非家族世帯: 30.1% - 単身世帯: 26.3% - 65歳以上の老人1人暮らし: 13.1% - 平均構成人数 - 世帯: 2.44人 - 家族: 2.94人 |

## 矯正施設
- クリアフィールド郡監獄
- ケハンナ・ブートキャンプ
- 州立矯正施設ハウツデール

## 都市と町

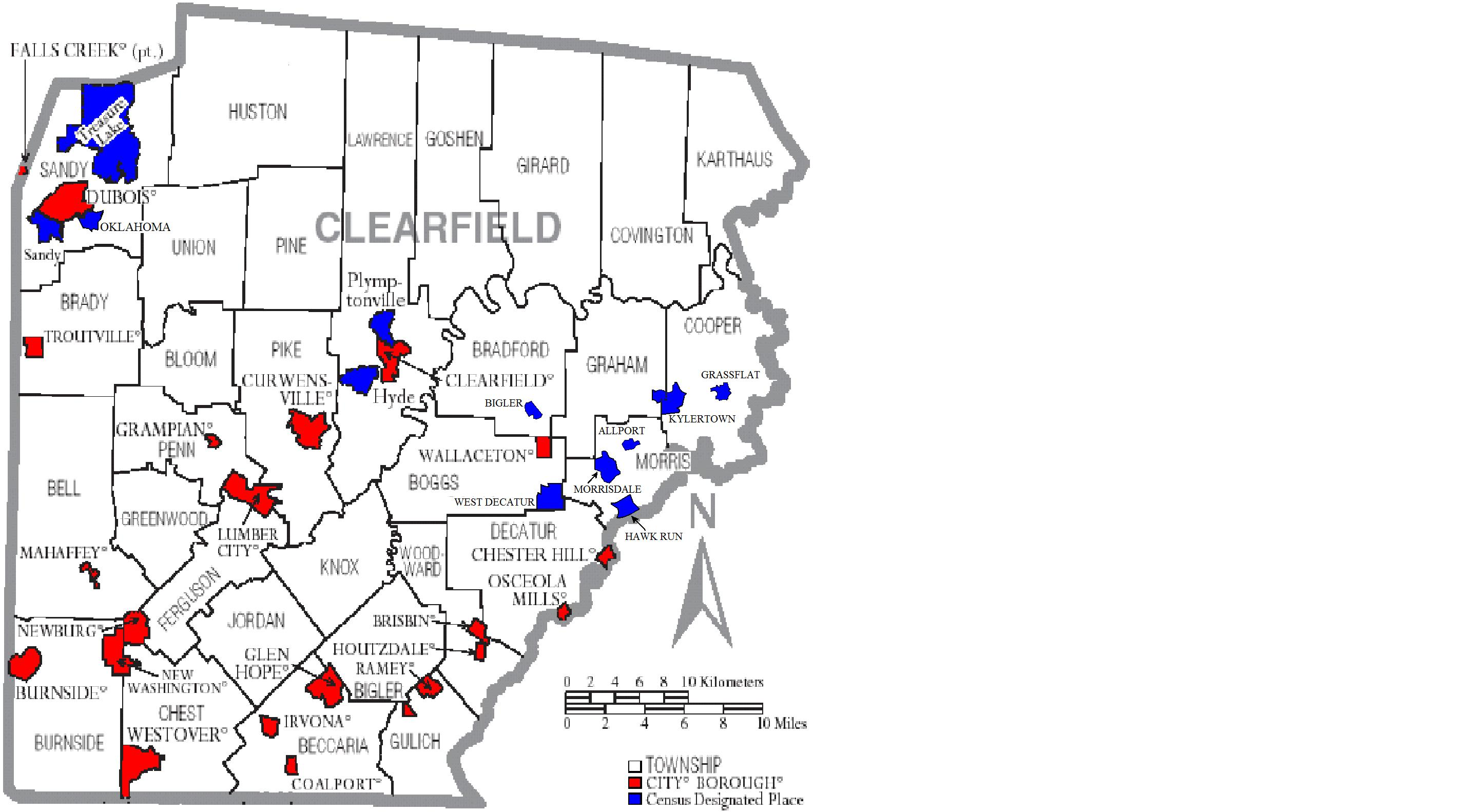
クリアフィールド郡の自治体、ボロは赤、タウンシップは白、国勢調査指定地域は青

ペンシルベニア州法の下では4種類の自治体がある。市、ボロ、タウンシップ、町である。

### 都市
- ドゥボイズ

### ボロ
| - ブリスビン - バーンサイド - チェスターヒル - クリアフィールド - 郡庁所在地 - コールポート - カーウェンズビル - フォールズクリーク（大半はジェファーソン郡内） | - グレンホープ - グランピアン - ハウツデール - アーボナ - ランバーシティ - マハフィ - ニューワシントン | - ニューバーグ - オセオラミルズ - ラミー - トラウトビル - ウォレストン - ウェストーバー |

### タウンシップ
| - バッカリア - ベル - ビグラー - ブルーム - ボッグス - ブラッドフォード - ブラディ - バーンサイド - チェスト - クーパー | - コビントン - ディケーター - ファーガソン - ジラード - ゴーシェン - グラハム - グリーンウッド - ガリック - ハストン - ジョーダン | - カートハウス - ノックス - ローレンス - モリス - ペン - パイク - パイン - サンディ - ユニオン - ウッドワード |

### 国勢調査指定地域
国勢調査指定地域はアメリカ合衆国国勢調査局が人口統計データを取るために設定した地域である。州法の下では実際の司法権が及ぶ範囲ではない。村などその他の未編入領域も下記に挙げる。
| - オールポート - ビグラー - グラスフラット - ホークラン | - ハイド - カイラータウン - モリスデール - オクラホマ | - プリントンビル - サンディ - トレジャーレイク - ウェストディケーター |

### 未編入の町
| - ヘルベティア - シルバングローブ |

## 教育

### 高等教育機関
- ロックヘイブン大学ペンシルベニア校、クリアフィールド

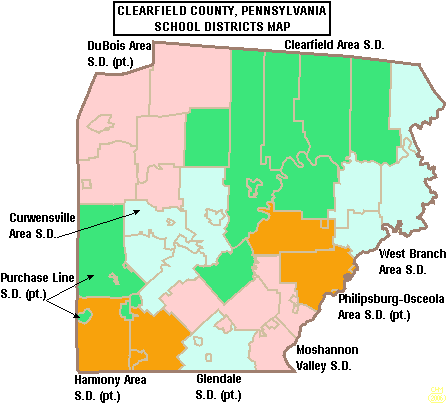
クリアフィールド郡教育学区の区分図

- ペンシルベニア州立大学デュボイス校

### コミュニティカレッジ
- クリアフィールド郡職業訓練センター
- デュボイス実業カレッジ・デュボイス・キャンパス
- トライアングル工科カレッジ

### 公共教育学区
- クリアフィールド地域教育学区
- カーウェンズビル地域教育学区
- デュボイス地域教育学区（一部はジェファーソン郡内）
- グレンデール教育学区（一部はカンブリア郡内）
- ハーモニー地域教育学区（一部はインディアナ郡内）
- モシャノンバレー教育学区
- フィリップスバーグ・オセオラ地域教育学区（一部はセンター郡内）
- パーチェイスライン教育学区（一部はインディアナ郡内）
- ウェストブランチ地域教育学区（一部はクリントン郡内）

### 中間ユニット
- 中央中間ユニット第10 - ウェストディケーター

### 私立学校
- ブッチャーズラン・アーミッシュ学校
- クリアフィールド・アライアンス・クリスチャン学校
- デュボイス地域カトリック小学校
- デュボイス地域カトリック高校
- デュボイス・クリスチャン学校
- ゴールデン・ヨーク学校
- マイルストーンズ・アチーブメント・センター
- マウントカルバリー・クリスチャン・アカデミー
- ニューストーリー（デュボイス）
- オッターバイン・クリスチャン・アカデミー
- ペイント & プレイスクール（デュボイス）
- シーニックビュー学校
- セントフランシス・グレイドスクール
- ウィーバーロード学校

### 図書館
- クリアフィールド郡公共図書館 - カーウェンズビル
- カーウェンズビル公共図書館
- デュボイス公共図書館
- グレンデール公共図書館 - コールポート
- ジョセフ・アンド・エリザベス・ショー公共図書館 - クリアフィールド

### 公園とレクリエーション
郡内には2つの州立公園がある。
- パーカー・ダム州立公園
- S・B・エリオット州立公園

郡内には州内最大の原生地域であるケハンナ原生地域もある。ビグラーズロックスでは砂岩の巨岩の自然造形が見られ、文化や歴史で重要である。

## 見どころ
- ビグラーズロックス
- クリアフィールド・アーモリー
- ディメリング・ホテル
- マギーズミルズ屋根付き橋
- セントセブリンの丸太造り教会